# Commissione Prodi
La Commissione Prodi è stata la Commissione europea in carica dal 16 settembre 1999 fino al 21 novembre 2004.
Entrò in carica dopo le dimissioni della precedente Commissione Santer, il cui presidente, Jacques Santer, venne sostituito dal vicepresidente Manuel Marín con l'incarico ad interim di presidente nella Commissione Marín. La Commissione Prodi fu  prorogata fino al 21 novembre 2004, invece di scadere il 31 ottobre, termine naturale del suo mandato, a causa della mancata approvazione, da parte del Parlamento europeo, della prima lista di commissari proposta dal successore José Manuel Durão Barroso.
Inizialmente composta da venti esponenti, la Commissione si è arricchita, a partire dal 1º maggio 2004, di dieci nuovi membri provenienti dai dieci paesi dell'Europa centrale e orientale accedenti all'Unione europea in tale data.

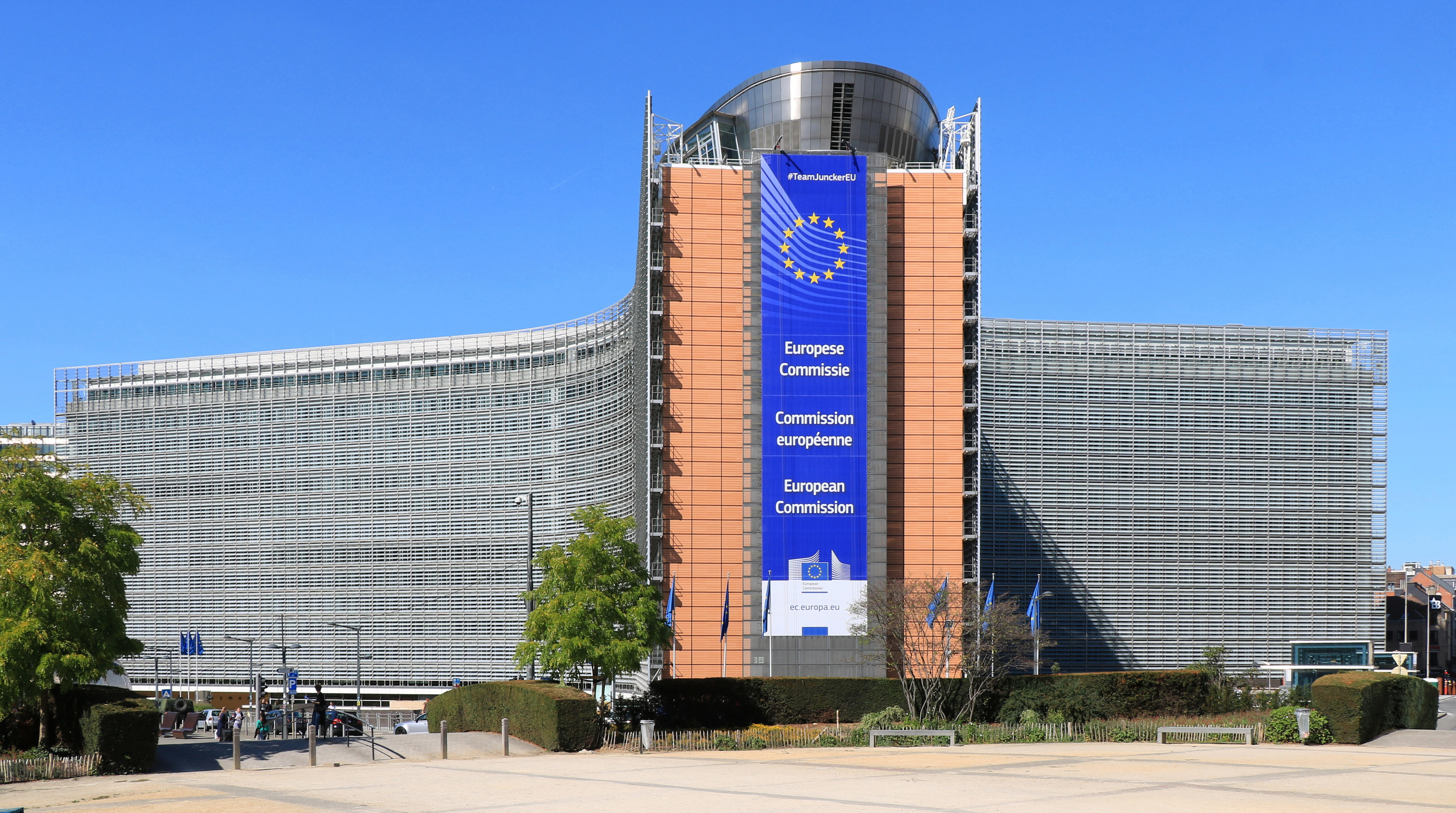
Palazzo Berlaymont, sede della Commissione europea

## Presidente
- Romano Prodi ( Italia) — Partito Europeo dei Liberali, Democratici e Riformatori

Già Presidente del Consiglio Italiano e nuovamente capo del governo dal 2006 al 2008 alla testa di coalizioni raggruppanti le forze progressiste (cattolici di centro-sinistra, partiti socialisti e comunisti, verdi, alcuni partiti liberali).

## Composizione politica
| Partito europeo | Partito europeo                                                | Numero di commissari |
| --------------- | -------------------------------------------------------------- | -------------------- |
|                 | Partito del Socialismo Europeo (PSE)                           | 7 / 19               |
|                 | Partito Popolare Europeo (PPE)                                 | 6 / 19               |
|                 | Partito Europeo dei Liberali, Democratici e Riformatori (ELDR) | 4 / 19               |
|                 | Federazione Europea dei Partiti Verdi (FEPV)                   | 1 / 19               |
|                 | Alleanza per l'Europa delle Nazioni (AEN)                      | 1 / 19               |

## Componenti della Commissione
| Commissario | Commissario                     | Immagine | Incarico e competenze | Stato       | Partito politico europeo | Partito politico nazionale                         |
| ----------- | ------------------------------- | -------- | --- | ----------- | ------------------------ | -------------------------------------------------- |
|             | Romano Prodi                    |          | Presidente della Commissione europea | Italia      | ELDR                     | I Democratici                                      |
|             | Neil Kinnock                    |          | Commissario europeo per la riforma amministrativa Vicepresidente della Commissione europea                                                                  | Regno Unito | PSE                      | Partito Laburista                                  |
|             | Loyola de Palacio               |          | Commissaria europea per le relazioni con il Parlamento, i trasporti e l'energia Vicepresidente della Commissione europea                                    | Spagna      | PPE                      | Partito Popolare                                   |
|             | Pedro Solbes (1999-2004)        |          | Commissario europeo per gli affari economici e monetari | Spagna      | PSE                      | Partito Socialista Operaio Spagnolo                |
|             | Joaquín Almunia(2004-2004)      |          | Commissario europeo per gli affari economici e monetari | Spagna      | PSE                      | Partito Socialista Operaio Spagnolo                |
|             | Siim Kallas                     |          | Commissario europeo per gli affari economici e monetari (In affiancamento al Commissario Almunia nel 2004, in quanto nuovo Stato dell'Unione)               | Estonia     | ELDR                     | Partito Riformatore Estone                         |
|             | Michel Barnier (1999-2004)      |          | Commissario europeo per la politica regionale | Francia     | PPE                      | Unione per un Movimento Popolare                   |
|             | Jacques Barrot(2004-2004)       |          | Commissario europeo per la politica regionale | Francia     | PPE                      | Unione per un Movimento Popolare                   |
|             | Péter Balázs                    |          | Commissario europeo per la politica regionale (In affiancamento al Commissario Barrot nel 2004, in quanto nuovo Stato dell'Unione)                          | Ungheria    | Indipendente             | Indipendente                                       |
|             | Frits Bolkestein                |          | Commissario europeo per il mercato interno, la fiscalità e l'unione doganale                                                                                | Paesi Bassi | ELDR                     | Partito Popolare per la Libertà e la Democrazia    |
|             | Philippe Busquin (1999-2004)    |          | Commissario europeo per la ricerca | Belgio      | PSE                      | Partito Socialista Belga                           |
|             | Louis Michel(2004-2004)         |          | Commissario europeo per la ricerca | Belgio      | ELDR                     | Movimento Riformatore                              |
|             | David Byrne                     |          | Commissario europeo per la sanità e la tutela dei consumatori                                                                                               | Irlanda     | AEN                      | Fianna Fáil                                        |
|             | Pavel Telička                   |          | Commissario europeo per la sanità e la tutela dei consumatori (In affiancamento al Commissario Byrne nel 2004, in quanto nuovo Stato dell'Unione)           | Rep. Ceca   | Indipendente             | Indipendente                                       |
|             | Anna Diamantopoulou (1999-2004) |          | Commissario europeo per l'occupazione e gli affari sociali                                                                                                  | Grecia      | PSE                      | Movimento Socialista Panellenico                   |
|             | Stavros Dimas(2004-2004)        |          | Commissario europeo per l'occupazione e gli affari sociali                                                                                                  | Grecia      | PPE                      | Nuova Democrazia                                   |
|             | Franz Fischler                  |          | Commissario europeo per l'agricoltura, lo sviluppo rurale e la pesca                                                                                        | Austria     | PPE                      | Partito Popolare Austriaco                         |
|             | Sandra Kalniete                 |          | Commissario europeo per l'agricoltura, lo sviluppo rurale e la pesca (In affiancamento al Commissario Fischler nel 2004, in quanto nuovo Stato dell'Unione) | Lettonia    | PPE                      | Nuova Era                                          |
|             | Pascal Lamy                     |          | Commissario europeo per il commercio | Francia     | PSE                      | Partito Socialista                                 |
|             | Danuta Hübner                   |          | Commissaria europea per il commercio (In affiancamento al Commissario Lamy nel 2004, in quanto nuovo Stato dell'Unione)                                     | Polonia     | PPE                      | Piattaforma Civica                                 |
|             | Erkki Liikanen (1999-2004)      |          | Commissario europeo per le imprese e la società dell'informazione                                                                                           | Finlandia   | PSE                      | Partito Socialdemocratico Finlandese               |
|             | Olli Rehn(2004-2004)            |          | Commissario europeo per le imprese e la società dell'informazione                                                                                           | Finlandia   | ELDR                     | Partito di Centro Finlandese                       |
|             | Ján Figeľ                       |          | Commissario europeo per le imprese e la società dell'informazione (In affiancamento al Commissario Rehn nel 2004, in quanto nuovo Stato dell'Unione)        | Slovacchia  | PPE                      | Movimento Cristiano-Democratico                    |
|             | Mario Monti                     |          | Commissario europeo per la concorrenza | Italia      | Indipendente             | Indipendente                                       |
|             | Poul Nielson                    |          | Commissario europeo per lo sviluppo e gli aiuti umanitari                                                                                                   | Danimarca   | PSE                      | Socialdemocratici                                  |
|             | Joe Borg                        |          | Commissario europeo per lo sviluppo e gli aiuti umanitari (In affiancamento al Commissario Nielson nel 2004, in quanto nuovo Stato dell'Unione)             | Malta       | PPE                      | Partito Nazionalista                               |
|             | Chris Patten                    |          | Commissario europeo per le relazioni esterne | Regno Unito | PPE                      | Partito Conservatore                               |
|             | Viviane Reding                  |          | Commissario europeo per l'istruzione e la cultura | Lussemburgo | PPE                      | Partito Popolare Cristiano Sociale                 |
|             | Dalia Grybauskaitė              |          | Commissario europeo per l'istruzione e la cultura (In affiancamento alla Commissaria Reding nel 2004, in quanto nuovo Stato dell'Unione)                    | Lituania    | Indipendente             | Indipendente                                       |
|             | Michaele Schreyer               |          | Commissario europeo per il bilancio | Germania    | FEPV                     | Alleanza 90/I Verdi                                |
|             | Markos Kyprianou                |          | Commissario europeo per il bilancio (In affiancamento alla Commissaria Schreyer nel 2004, in quanto nuovo Stato dell'Unione)                                | Cipro       | ELDR                     | Partito Democratico                                |
|             | Günter Verheugen                |          | Commissario europeo per l'allargamento | Germania    | PSE                      | Partito Socialdemocratico di Germania              |
|             | Janez Potočnik                  |          | Commissario europeo per l'allargamento (In affiancamento al Commissario Verheugen nel 2004, in quanto nuovo Stato dell'Unione)                              | Slovenia    | ELDR                     | Democrazia Liberale di Slovenia                    |
|             | António Vitorino                |          | Commissario europeo per la giustizia e gli affari interni                                                                                                   | Portogallo  | PSE                      | Partito Socialista                                 |
|             | Margot Wallström                |          | Commissaria europea per l'ambiente | Svezia      | PSE                      | Partito Socialdemocratico dei Lavoratori di Svezia |

Con l'allargamento del 1º maggio 2004 dell'Unione europea, la Commissione si arricchì di dieci nuovi commissari provenienti dai nuovi stati membri. Per i pochi mesi rimanenti prima della scadenza del mandato della Commissione, ciascuno dei nuovi commissari andò ad affiancare un commissario già in carica.
| Commissario        | Nazionalità | Incarico    | Competenze                           | Partito europeo | Partito nazionale |
| ------------------ | ----------- | ----------- | ------------------------------------ | --------------- | ----------------- |
| Péter Balázs       | Ungheria    | Commissario | Politica regionale                   | -               | -                 |
| Joe Borg           | Malta       | Commissario | Sviluppo e aiuto umanitario          | PPE             | NP                |
| Ján Figeľ          | Slovacchia  | Commissario | Imprese e società dell'informazione  | PPE             | KDH               |
| Dalia Grybauskaitė | Lituania    | Commissario | Istruzione e cultura                 | -               | -                 |
| Danuta Hübner      | Polonia     | Commissario | Commercio                            | PPE             | PO                |
| Siim Kallas        | Estonia     | Commissario | Questioni economiche e monetarie     | ELDR            | ER                |
| Sandra Kalniete    | Lettonia    | Commissario | Agricoltura, sviluppo rurale e pesca | PPE             | JL                |
| Markos Kyprianou   | Cipro       | Commissario | Bilancio                             | ELDR            | DK                |
| Pavel Telička      | Rep. Ceca   | Commissario | Sanità e protezione dei consumatori  | -               | -                 |
| Janez Potočnik     | Slovenia    | Commissario | Allargamento                         | ELDR            | LDS               |